# Peter Hagen
Pour les articles homonymes, voir Hagen.
Peter Hagen, né le 30 septembre 1929 dans le quartier de Prenzlauer Berg à Berlin (Allemagne), est un réalisateur et scénariste allemand.
Il a acquis une grande renommée et une popularité durable principalement grâce à la série en seize épisodes Das unsichtbare Visier (de) (La Visière invisible) tournée pour la télévision est-allemande.

## Filmographie partielle

### À la télévision
- 1957 : Mutter Courage und ihre Kinder (enregistrement théâtral de la pièce Mère Courage et ses enfants de Bertolt Brecht)

## Récompenses et distinctions
- (en) Peter Hagen: Awards, sur l'Internet Movie Database